# Parque nacional Macarao
El parque nacional Macarao es un parque nacional ubicado en la cuenca de los ríos Macarao, San Pedro y el Jarillo, en Venezuela. Su extensión de 15.000 hectáreas abarca parte del Distrito Capital y del estado Miranda. La zona fue declarada parque nacional en 1973. 
Constituye una zona protectora de recursos hidrográficos que contribuye a satisfacer las necesidades de agua potable de la ciudad de Caracas.
Se caracteriza por presentar un relieve montañoso que forma parte de la Cordillera de la Costa, el punto más elevado del cual es el Alto de Ño León. Tiene instalaciones para facilitar el excursionismo deportivo, científico y educativo.

## Grupo de Acciones de Comando de la Guardia Nacional Bolivariana
En dicho parque se encuentra las instalaciones del Grupo de Acciones de Comando de la Guardia Nacional Bolivariana (GAE), de la Fuerza Armada Nacional Bolivariana. Donde se imparte varios curso de formación para militares, entre ellos el curso Lince para los cadetes de dicho componente que estudian en la Academia Militar de la Guardia Nacional Bolivariana (AMGNB), Academia Militar de Oficiales de Tropa C/J Hugo Rafael Chávez Frías (AMHCH) y la Academia Técnica Militar Bolivariana (ATMB), adscritas a la Universidad Militar Bolivariana de Venezuela. Aparte, del curso de Campo de Tiro de Combate de la AMGNB.